# Willughbeia coriacea
Willughbeia coriacea är en oleanderväxtart som beskrevs av Nathaniel Wallich. Willughbeia coriacea ingår i släktet Willughbeia och familjen oleanderväxter. Inga underarter finns listade i Catalogue of Life.